# Султангареева, Розалия Асфандияровна
Розалия Асфандияровна Султангареева (баш. Розалиә Әсфәндиәр ҡыҙы Солтангәрәева; род. 28 марта 1955, Новосепяшево, Башкирская АССР) — российский и башкирский ученый, фольклорист. Доктор филологических наук. Руководитель Научно-исследовательского Центра Башкирского фольклора БГПУ им. М. Акмуллы.

## Биография
Родилась 28 марта 1955 года в с. Новосепяшево Альшеевского района Башкирской АССР.
В 1978 году окончила филологический факультет Башкирского государственного педагогического института. В 1988 году защитила кандидатскую диссертацию, в 2002 году — докторскую на тему: «Семейно-бытовой обрядовый фольклор башкирского народа».
С 1991 года работала старшим научным сотрудником Института истории, языка и литературы Уфимского научного центра РАН, где занималась изучением башкирских обрядов, обрядового фольклора.
Вместе с А. Сулеймановым подготовила к изданию 1-й том 2-го издания «Башкирское народное творчество» («Башҡорт халыҡ ижады», 1995).
Главный научный сотрудник Института истории, языка и литературы Уфимского научного центра РАН.
Автор около 500 научных трудов по обрядам хореографического магического шаманистского фольклора.
Исторической заслугой является возрождение сказительского искусства башкир на современном этапе.

## Сфера исследований
Обрядовый, хореографический, игровой, эпический, религиозный фольклор; сказительство, традиционная культура, верования, мифология, эпос.
Розалия Султангареева исполняет произведения устно-поэтического народного творчества народа, сочиняет и импровизирует кубаиры, посвященные памяти деятелей башкирской культуры: М. Акмуллы, А. З. Валидова, З. Биишевой, И. Дильмухаметова, Р. Гарипова, теме истории прошлого Башкортостана, одические стихотворения и поэмы в народном стиле.

## Научная и иная деятельность
Автор более 500 научных трудов по обрядовому, хореографическому, эпическому, сказительскому, религиозному, игровому фольклору и многих монографий, книг по народному творчеству. Публикуется в России, зарубежом.
После 14 лет перерыва в работе фольклорных экспедиционных исследований (1990-2003 гг.) Р.А. Султангареева в 2003 году возродила и организовала экспедиции ИИЯЛ УФИЦ РАН в районы РБ.
Руководитель более 35 фольклорных, также комплексных экспедиций в районы РБ и РФ, где компактно проживают башкиры: Саратовская, Самарская, Челябинская, Курганская, Пермская области. Собранные материалы составляют более 10 томов, хранятся в Научном Архиве УФИЦ РАН, опубликованы в многотомном издании на башкирском и русском языках «Башҡорт халыҡ ижады» и «Башкирское народное творчество», также в более 15 томах собрания «Экспедиционные материалы».
После 14 лет перерыва в работе фольклорных экспедиционных исследований Р.А. Султангареева в 2003 году возродила и организовала экспедиции ИИЯЛ УФИЦ РАН в районы РБ. 
— Историческая заслуга заключается еще и в том, что Р.А. Султангареева впервые в новом веке собственным импровизаторским творчеством (с 1988 поныне) возродила башкирские сказительские традиции, создала школы с 1990 г., поныне – единственная исполнительница кубаиров с мелодиями авторского сочинения, также произведений башкирской эпической классики. Автор книг-кубаиров собственного сочинения с их нотными текстами мелодий: «Ҡобайырым һиңә, Илем» («Кубаиры-сказания мои о тебе, страна моя!» (Китап, 1995), «Рух терәге-ҡобайыр» («Опора Духа народа- кубаир» (Китап, 2005).
— Руководитель инициатив по возрождению сказительских школ Республики Башкортостан с 1990 года.
— Руководитель Школы сэсэнов БГПУ им. М. Акмуллы (с 2011г.), которая является обладателем Гран-при Всероссийского конкурса сказителей (2018), Лауреатом Международного фестиваля сказителей (Алтай, 2020), конкурса-фестиваля «Эпосы мира на Земле Джангра» и др.

## Награды и звания
- Почетный академик Академии «Манас» Кыргызской Республики (2023)
- Почетный профессор Актюбинского университета им. С. Баишева (Казахстан, 2014)
- Кавалер ордена Салавата Юлаева (2005)
- Заслуженный работник культуры БАССР (1990)
- Народный сэсэн РБ (2018)
- Лауреат премии им. М. Акмуллы (1991)
- Лауреат Всероссийского конкурса «Голоса России»(Смоленск, 1991)
- Лауреат Международного конкурса «Ашуги и поэты» (Турция, 2012)
- Лауреат Республиканского конкурса им. Г. Альмухаметова (Уфа, 1984)
- Дипломант Всемирного Фестиваля молодежи и студентов в Москве (1985)
- Дипломант Международного конкурса-фестиваля «Эпосы мира на земле Джангра» (Калмыкия, 2007 г.) и др.

## Некоторые труды
- Султангареева Р. А. Башкирский свадебно-обрядовый фольклор / УНЦ РАН.— Уфа, 1994.—191 с.
- Султангареева Р. А. Башҡорт халыҡ бейеүе. — Өфө, 2009. — 130 с. (в сосост. с Г. В. Баймырзиной)
- Солтангәрәева Р. Ә. Башҡорт халыҡ ижады. Йола фольклоры. — Төҙ., инеш һүҙ, аңл. авт-ры Ә. Сөләймәнов, Р. Ә.Солтангәрәева. — Өфө, 1995. — 475-се бит.
- Солтангәрәева Р. Ә. Башҡорт халыҡ йола уйындары.(башһүҙ авт.-ры) . Башкирские народные обрядовые игры (в сосост с А.М,Сулеймановым Уфа, 1997.
- Султангареева Р. А. Семейно-бытовой обрядовый фольклор башкирского народа. — Уфа: Гилем, 1998. — 243 с.
- Солтангәрәева Р.Ө,Хәтер көйө. Автор үҙе яҙып алған башҡорт халыҡ йырҙары.Өс аудиокассета менән.. -(Мелодии памяти народа. Сборник песен, записанных Р. А. Султангареевой   и в собственном исполнении с тремя аудиокассетами).-Өфө,2003,78б
- Султангареева Розалия Асфандияровна: Биобиблиографический указатель. Уфа: Гилем, 2005. 56 с.
- Султангареева Р. А. Жизнь человека в обряде: фольклорно-этнографическое исследование башкирских семейных обрядов. — Уфа: Гилем, 2005 . — 344 с.
- Султангареева Р. А. Башкирский народный курэш. — Уфа: Китап, 2009. — 144 с.
- Ғәйнә башҡорттары фольклоры / Авт.-төҙ. Р.Ә. Солтангәрәева, төҙ. Ф. Ф. Ғайсина. Баш һүҙ авт. Р.Ә. Солтангәрәева. — Өфө: БР ФА, «Ғилем» нәшриәте, 2012. — 172 б.
- Султангареева Р. А. Танцевальный фольклор башкир. — Уфа: Гилем, Башк. энцикл., 2013. — 128 с.
- Султангареева, Р. А. Йола — система и нормы жизневедения башкир / Р. А. Султангареева. — Уфа : Китап, 2015. — 216 с.
- Султангареева Р. А. Школа башкирского сказительства(Башҡорт сәсән мәктәбе).-Уфа,2012.282с
- Султангареева Р. А. Башкирский фольклор: семантика, функции и традиции.т1.- Миф. Обряд. Танец. Сказительство. Шаманский, религиозный, музыкальный фольклор. Современные традиции. — Уфа: Башк. Энцикл., 2018. — 520 с
- Султангареева Р. А. Башкирское народное творчество Обрядовый фольклор .т12.(Сост. авт.вступ ст. и коммент. Р. А. Султангареева , А. М. Сулейманов .-Уфа, Китап.2010,
- Султангареева Р. А. Башкирский фольклор: семантика, функции и традиции.т2.- Календарный фольклор:миф и ритуал — Уфа: Башк. Энцикл., 2019. — 296с
- Султангареева Р.А. Башкирский эпос в XXI веке,-Уфа:"Самрау".2023.-235 с